# مصوبه‌های تحمل‌ناپذیر

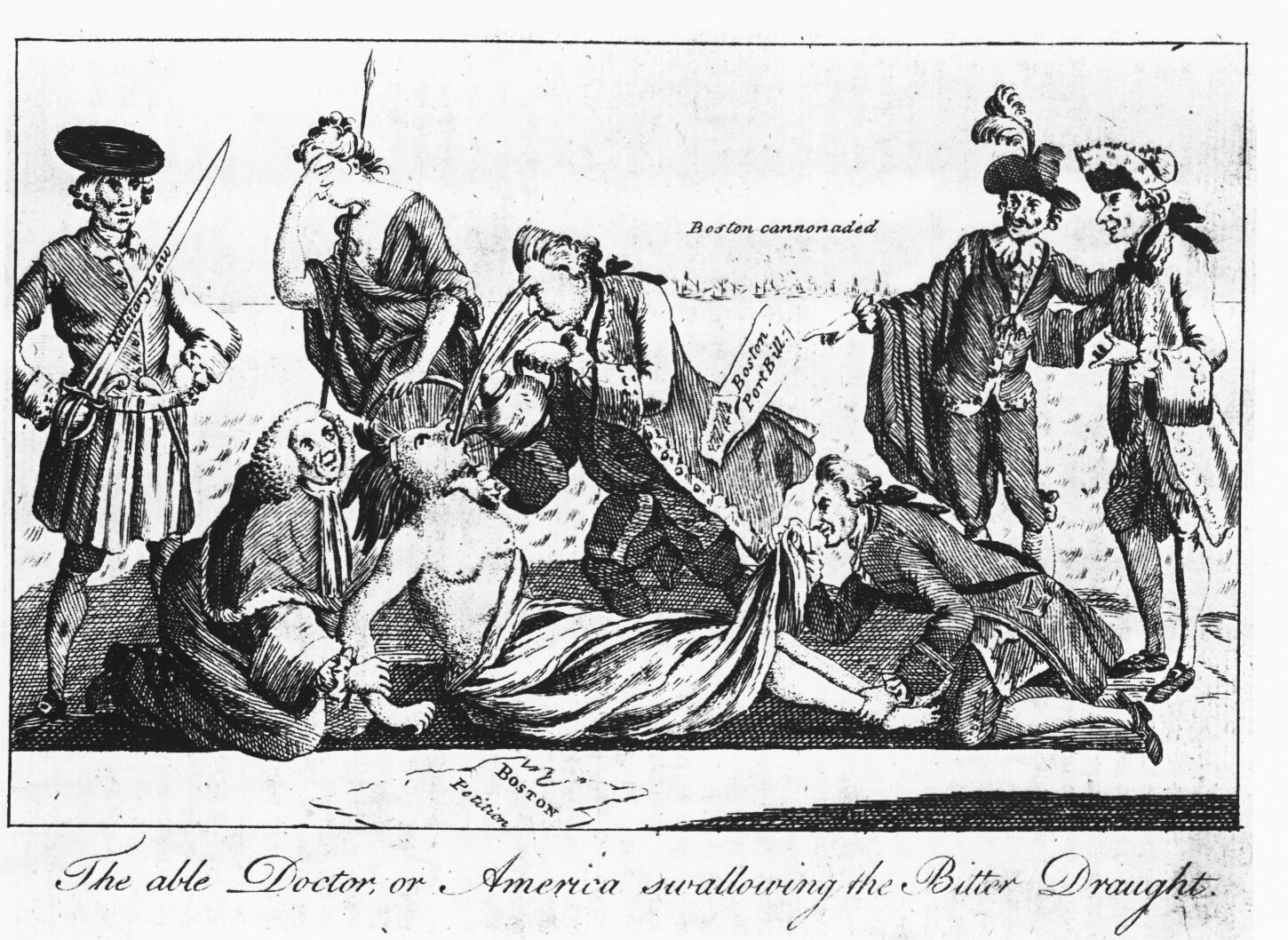
تصویری از یک نشریه که قانون تحمل ناپذیر را به‌صورت حمله به یک زن آمریکایی نشان می‌دهد.

مصوبه‌های تحمل‌ناپذیر (به انگلیسی: Intolerable Acts) یا لوایح سرکوب‌گرانه (به انگلیسی: Coercive Acts) نام ۴ لایحه‌ای است که توسط پارلمان بریتانیای کبیر علیه مستعمرات سیزده‌گانه در سال ۱۷۷۴ و در زمان انقلاب آمریکا و بعد از مهمانی چای بوستون وضع گردید.
در اوایل تاریخ آمریکا، و به ویژه در سال‌هایی که بریتانیای کبیر بر آمریکا به‌صورت یک مستعمره حکومت می‌کرد، به‌دنبال جشن چای بوستون، پارلمان انگلیس به منظور تنبیه آمریکاییان، چند مصوبه علیه آمریکا صادر نمود. این لوایح عبارت بودند از:
- لایحه بندر بوستون (به انگلیسی: Boston Port Act): بر طبق این قانون، هیچ کشتی باری یا تجاری حق استفاده از بندر بوستون را نداشت، و این وضع تا زمانی ادامه می‌یافت که ضررهای وارده بر کمپانی هند شرقی بریتانیا در اثر جشن چای بوستون جبران گردیده، یا شاه انگلستان ابراز رضایت کنند.
- لایحه دولت ماساچوست (به انگلیسی: Massachusetts Government Act): بر طبق این قانون، انگلستان مستقیماً مقامات دولتی ماساچوست را نصب و عزل می‌کردند.
- لایحه اجرای عدالت (به انگلیسی: Administration of Justice Act): این قانون در ایران با نام کاپیتولاسیون شناخته می‌شود؛ و بر طبق آن اتباع انگلیسی که مرتکب جرمی می‌شدند می‌توانستند برای قضاوت و اجرای عدالت در دادگاه به انگلیس برده شوند. جورج واشینگتن آن را «مصوبه قتل» نامید زیرا او معتقد بود که این لایحه اجازه می‌دهد مقامات بریتانیا به آزار و اذیت آمریکایی‌ها بپردازند و سپس از محاکمه فرار کنند.[۳]
- لایحه اقامتگاه سربازان (به انگلیسی: Quartering Act): این قانون اختیارات ویژه‌ای به فرماندار مستعمرات برای اقامت دادن نیروهای نظامی بریتانیایی در آمریکا می‌داد.[۴]

سرانجام، خشم و نارضایتی مردم در برابر این لوایح یکی از دلایل ایجاد حرکت انقلاب آمریکا گردید.